# Ось (техника)

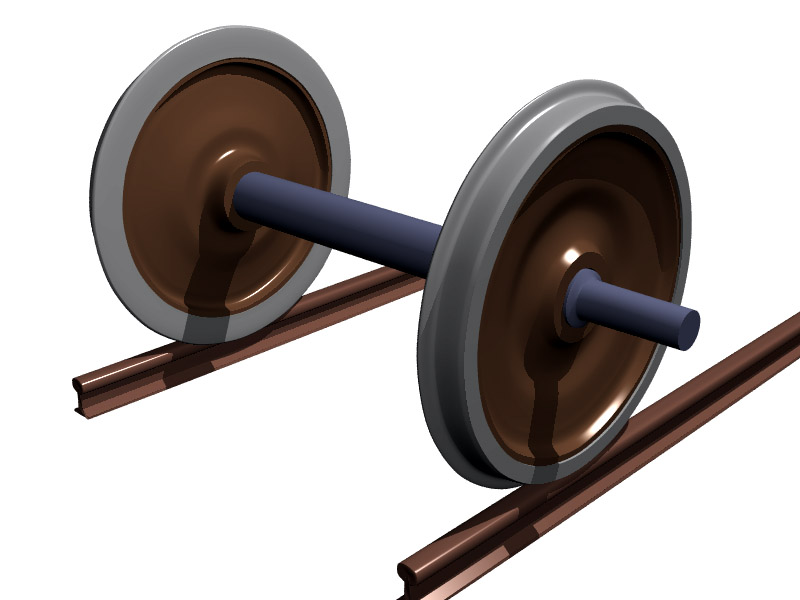
Колёса железнодорожного вагона соединены осью

Ось — стержень, на концах которого помещаются колёса. Оси бывают вращающиеся и неподвижные (относительно колеса). В отличие от вала, ось не предназначена для передачи крутящего момента.
На колесных транспортных средствах ось может быть прикреплена к колёсам, вращаясь вместе с ними, или прикреплена к транспортному средству, при этом колёса могут вращаться вокруг оси. В первом случае подшипники или втулки устанавливаются в точках крепления, где поддерживается ось. В последнем случае подшипник или втулка находится внутри центрального отверстия в колесе, чтобы колесо или шестерня могли вращаться вокруг оси.

## Терминология
В транспортной технике нередко употребляется выражение «ведущая ось». Вместо этого ГОСТ 18667−73 требует употреблять, в зависимости от смысла, термины «вал ведущего колеса» или «ведущий мост».
Вал ведущего колеса — вал, передающий крутящий момент от дифференциала к ведущему колесу. Вал ведущего колеса, непосредственно соединяющий его с дифференциалом, называется полуосью.
Ведущий мост — мост автомобиля, колёса которого являются ведущими.

## Оси транспортных средств
Оси являются неотъемлемой частью большинства колёсных транспортных средств. Оси служат для поддержания положения колёс относительно друг друга и относительно кузова транспортного средства. Оси в этой системе также должны выдерживать вес транспортного средства или его части и вес груза. Ось опирается концами на колёса, проходя через их ступицы.

## Конструктивные особенности и дизайн
Прямая ось — это одиночный жёсткий тонкий цилиндр, соединяющий колесо на левой стороне транспортного средства с колесом на правой стороне. Общая геометрическая ось симметрии оси и колёс совпадает с механической осью вращения. Такая конструкция может удерживать колёса в устойчивом положении при больших нагрузках и, следовательно, выдерживать большие нагрузки. Прямые оси используются в поездах (то есть локомотивах и железнодорожных вагонах), в задних осях коммерческих грузовиков и на тяжёлых внедорожниках. Ось может быть дополнительно защищена и усилена, (например, если заключить всю длину оси в кожух).
Тандемная ось — это группа из двух или более осей, расположенных близко друг к другу. Конструкции грузовиков используют такую конфигурацию для обеспечения большей грузоподъёмности, чем у одноосной. Полуприцепы обычно имеют сдвоенный мост сзади.
Оси обычно изготавливаются из хромомолибденовой стали либо из углеродистой стали. Основное различие между ними заключается в том, что хромомолибденовая сталь значительно более устойчива к изгибу или разрушению, но её очень трудно сваривать с помощью инструментов, которые обычно можно найти за пределами профессионального сварочного цеха.

## Ось неведущего моста
Ось неведущего моста не является частью трансмиссии, а вместо этого свободно вращается. Задний мост у переднеприводного автомобиля - обычно неведущий мост. Многие грузовики и прицепы используют такие оси только для несущих целей. Неведущий мост, расположенный непосредственно перед ведущим мостом, называется "поддерживающий средний мост". "Поддерживающий задний мост" - это неведущий мост, расположенный за ведущим мостом.
Оси также встречаются на полуприцепах, сельскохозяйственном оборудовании и некоторых тяжёлых строительных машинах, выполняющих ту же функцию. На некоторых транспортных средствах (например, автобусах) вспомогательная ось может быть управляемой. В некоторых конструкциях колеса на бездействующей оси контактируют с землёй только при значительной нагрузке, что позволяет избежать ненужного износа шин.